# Стиборий (лунный кратер)
Стиборий — лунный ударный кратер, расположенный к юго-юго-западу от кратера Пикколомини, в юго-восточном квадранте видимой части Луны. К юго-юго-западу от Стибория расположен кратер Велер меньшего размера. Диаметр Стибория составляет 44 км, глубина — 3,7 км.
Вал кратера хорошо выраженный, без заметных следов эрозии, приблизительно круглой формы с большим внешним выступом на северо-восточной стороне, где вал резко проваливается. Вдоль юго-восточной и северной внутренних сторон вала имеется уступ, похожий на террасу. Дно местами неровное, с небольшим центральным возвышением, которое соединяется с северо-восточной частью вала невысоким гребнем. Кратер относится к позднеимбрийскому периоду, 3800—3200 млн лет назад.
Назван в честь Андреаса Штоберля (псевдоним Стиборий), австрийского философа, теолога и астронома XV века.

## Сопутствующие кратеры
В окрестностях Стибория расположено множество мелких кратеров, которые обозначаются на лунных картах тем же именем с добавлением соответствующей латинской буквы:
| Стиборий | Координаты | Диаметр, км |    |
| -------- | ---------- | ----------- | -- |
| A        | 36.9°      | 35.5°       | 32 |
| B        | 37.3°      | 33.5°       | 9  |
| C        | 33.9°      | 33.3°       | 22 |
| D        | 33.4°      | 35.7°       | 18 |
| E        | 34.8°      | 34.1°       | 15 |
| F        | 35.7°      | 32.4°       | 8  |
| G        | 37.3°      | 35.7°       | 10 |
| J        | 36.1°      | 35.6°       | 10 |
| K        | 35.5°      | 34.6°       | 16 |
| L        | 35°        | 33.5°       | 10 |
| M        | 35.5°      | 32.8°       | 7  |
| N        | 36.3°      | 32.9°       | 9  |
| P        | 33.2°      | 34°         | 6  |